# Ampelio Tettamanti
Ampelio Tettamanti (Laveno, 1º gennaio 1914 – Ancona, 18 giugno 1961) è stato un artista italiano.
Esponente del realismo italiano, molte delle sue opere sono caratterizzate da temi sociali e rappresentano la condizione operaia e i quartieri periferici.

Autoritratto di Ampelio Tettamanti

## Biografia

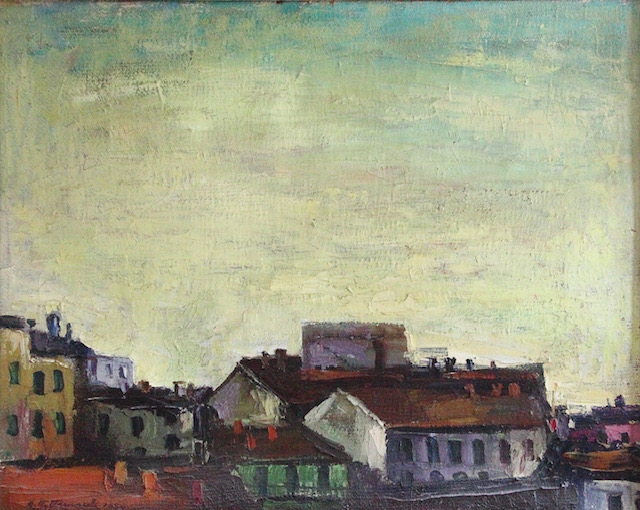
Tetti a Milano, 1959

Ampelio Tettamanti nasce a Laveno, sul Lago Maggiore, il primo gennaio 1914. Da subito si trasferisce a Milano, dove
frequenta all'Accademia di Brera i corsi serali di disegno e, per qualche anno, una scuola libera di nudo. Di giorno lavora in uno stabilimento zincografico e come disegnatore presso alcuni pittori decoratori, dedicandosi alla pittura da autodidatta.
Risale al 1937 la sua prima esposizione, all’Accademia di Brera. Nel 1941 e 1942 partecipa al III e IV Premio Bergamo e, sempre nel 1942, alla XXIII edizione della Biennale di Venezia con l’opera ‘’Reclute’’, che verrà notata da alcuni critici influenti; alla Biennale sarà invitato ancora nel 1948 e nel 1950.
In questi anni la guerra e la Resistenza influiscono in maniera fondamentale sulla sua pittura. Militante nel Partito Comunista Italiano, attivo disegnatore su giornali murali e sulle pagine dell’“Unità”, è vera figura di artista engagé.
Dopo la guerra la sua attività artistica è strettamente legata al gruppo milanese “Borgonuovo”, nato intorno alla figura di Giovanni Fumagalli, e alla Galleria 15 Borgonuovo, aperta nell’omonima via milanese. In questa e alle Gallerie Bergamini e Spotorno esporrà in numerose occasioni, insieme agli altri artisti protagonisti del movimento realista milanese. Nel 1947 si aggiudica il terzo premio all’“Esposizione d’Arte Contemporanea Italiana” di Ginevra. L’anno seguente partecipa alla V Quadriennale di Roma, dove tornerà
ancora a esporre nel 1952, 1955 e 1959. Sempre nel 1948 è presente alla storica mostra dell’“Alleanza della Cultura” a Bologna.
È del 1950 è la sua prima partecipazione al Premio Suzzara, giunto alla terza edizione, con l’opera ‘’Miniera di marmo’’; prenderà parte a varie edizioni del Premio, prediligendo soggetti di tematica sociale. Nel 1951 partecipa alla “Rassegna di Pittura Contemporanea Italiana” (Premio Città di Bologna) con Berlino 1951 e Cascina nel Cremonese.
Nel 1952 tiene una personale alla Galleria Bergamini di Milano con opere ispirate alle periferie urbane, al mondo operaio e alle figure di braccianti, che da questo momento diverranno soggetti ricorrenti nel suo lavoro. Risale a questi anni il passaggio da un linguaggio post-cubista a uno di matrice espressionista. Nel 1955 si aggiudica il primo premio a Suzzara con l’opera ‘’Operai di Milano’’, vero manifesto
pittorico dell’arte realista. Nel 1956 è invitato ufficialmente in Cina, al seguito di una delegazione di artisti italiani legati al Pci, tra cui Aligi Sassu, Antonietta Raphaël Mafai, Agenore Fabbri, Giulio Turcato, Tono Zancanaro. In seguito a questo viaggio il suo linguaggio si rinnova: le composizioni si dilatano, la definizione delle forme si fa più rapida e la stesura del colore diventa corposa e precisa. L’amico Osvaldo Patani pubblica nel 1960 la monografia ‘’Itinerari con la matita’’. Trentadue disegni di Ampelio Tettamanti, nella quale compaiono schizzi legati ai suoi viaggi, non solo in Cina ma in India, Inghilterra, Francia, Germania e Russia.
Partecipa inoltre a numerose rassegne internazionali a Berlino, Mosca, Ginevra, San Paolo del Brasile, Londra, Vienna, Budapest.
Nell’ultimo periodo della sua vita Tettamanti sembra allontanarsi dalla corrente realista, ormai in declino, per dedicarsi a un naturalismo più fantastico e intimo. Il pittore abbandona gli argomenti strettamente sociali che avevano contraddistinto il suo lavoro precedente e dipinge boschi e rovi sempre più intricati, accostandosi a tematiche che prefigurano le tendenze dell’Informale.
Nel 1958 vince a Livorno il IV Premio Modigliani con l’opera ‘’La siepe’’. Nel 1961 espone i risultati delle sue ultime ricerche artistiche
nell’ambito di una mostra alla Galleria Bergamini di Milano. Nello stesso anno si aggiudica il Premio Ramazzotti. Ad Ancona, dove si trova per presenziare alla manifestazione d’arte Riviera del Conero, muore il 18 giugno 1961.

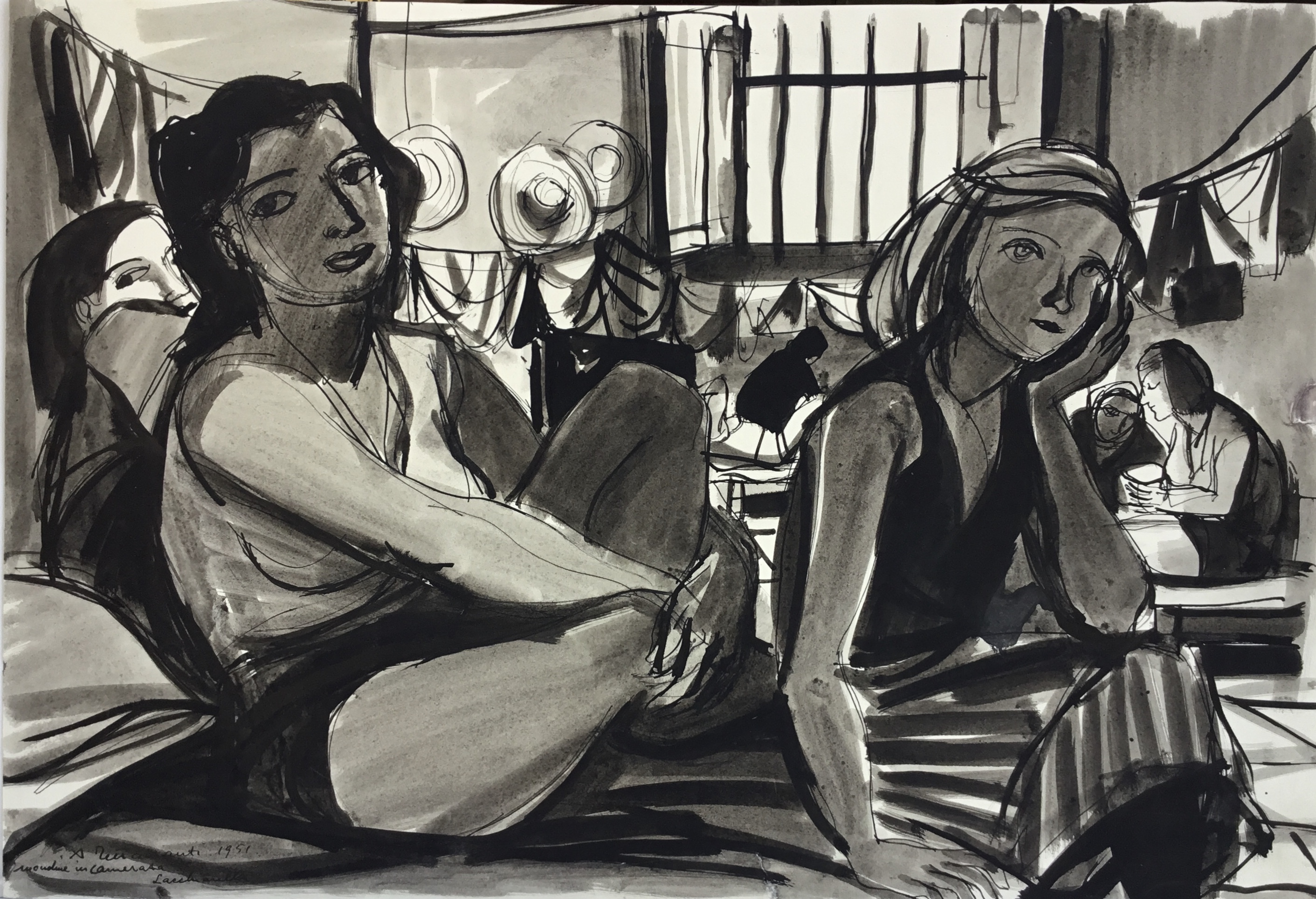
Mondine in camerata a Lacchiarella, 1951

Il Premio Bovisa, organizzato dall’omonimo Circolo Culturale, dopo la sua morte prende il nome di Premio Nazionale di Pittura Ampelio Tettamanti, quale omaggio a un artista che tanto della sua opera e della sua vita aveva dedicato proprio al quartiere Bovisa di Milano (lo studio dell’artista si trovava nella vicina via Mac Mahon.
A Suzzara nel 1965 viene realizzata una retrospettiva in suo onore nell’ambito dell’omonimo Premio, seguita dalle mostre a Palazzo Perabò di Cerro di Laveno Mombello nel 1971 e al Circolo Contardo nel 1973 Barbieri di Broni. Una mostra di opere su carta si tiene nel 1982 al Centro Civico di piazzale Accursio a Milano sotto il patrocinio del Comune e una successiva rassegna di grafica all’Università Bocconi nel 1985. Sempre a Milano, sue opere sono state esposte, tra le altre, in collettive al Museo Poldi Pezzoli, alla Triennale e al Pac. Lavori di Tettamanti figurano in gallerie d’arte e collezioni a Londra, New York e Città del Messico e nei musei di Pechino, Shangai, Canton, San Pietroburgo, Mosca.

## Premi nazionali
- Premio Suzzara, 1955.
- Premio Modigliani, 1958.
- Premio Ramazzotti, 1961.